# Baupte
Baupte is een gemeente in het Franse departement Manche in de regio Normandië en maakt deel uit van het arrondissement Coutances. De gemeente telde 428 inwoners op 1 januari 2022.

## Geschiedenis
De gemeente maakte deel uit van het kanton Périers tot dat op 22 maart 2015 werd opgenomen en Appeville werd opgenomen in het kanton Carentan, dat in 2020 werd hernoemd naar kanton Carentan-les-Marais.

## Geografie
De oppervlakte van Baupte bedraagt 2,29 vierkante kilometer; Op 1 januari 2022 was de bevolkingsdichtheid 186,9 inwoners per km².
De onderstaande kaart toont de ligging van Baupte met de belangrijkste infrastructuur en aangrenzende gemeenten.

## Demografie
Onderstaande figuur toont het verloop van het inwonertal.
Appeville · Audouville-la-Hubert · Auvers · Baupte · Beuzeville-la-Bastille · Blosville · Boutteville · Carentan les Marais · Carquebut · Catz · Hiesville · Liesville-sur-Douve · Méautis · Neuville-au-Plain · Picauville · Ravenoville · Saint-André-de-Bohon · Sainteny · Sainte-Marie-du-Mont · Sainte-Mère-Église · Saint-Georges-de-Bohon · Saint-Germain-de-Varreville · Saint-Hilaire-Petitville · Saint-Martin-de-Varreville · Sébeville · Turqueville · Vierville